# Авиационные происшествия Аэрофлота 1960 года

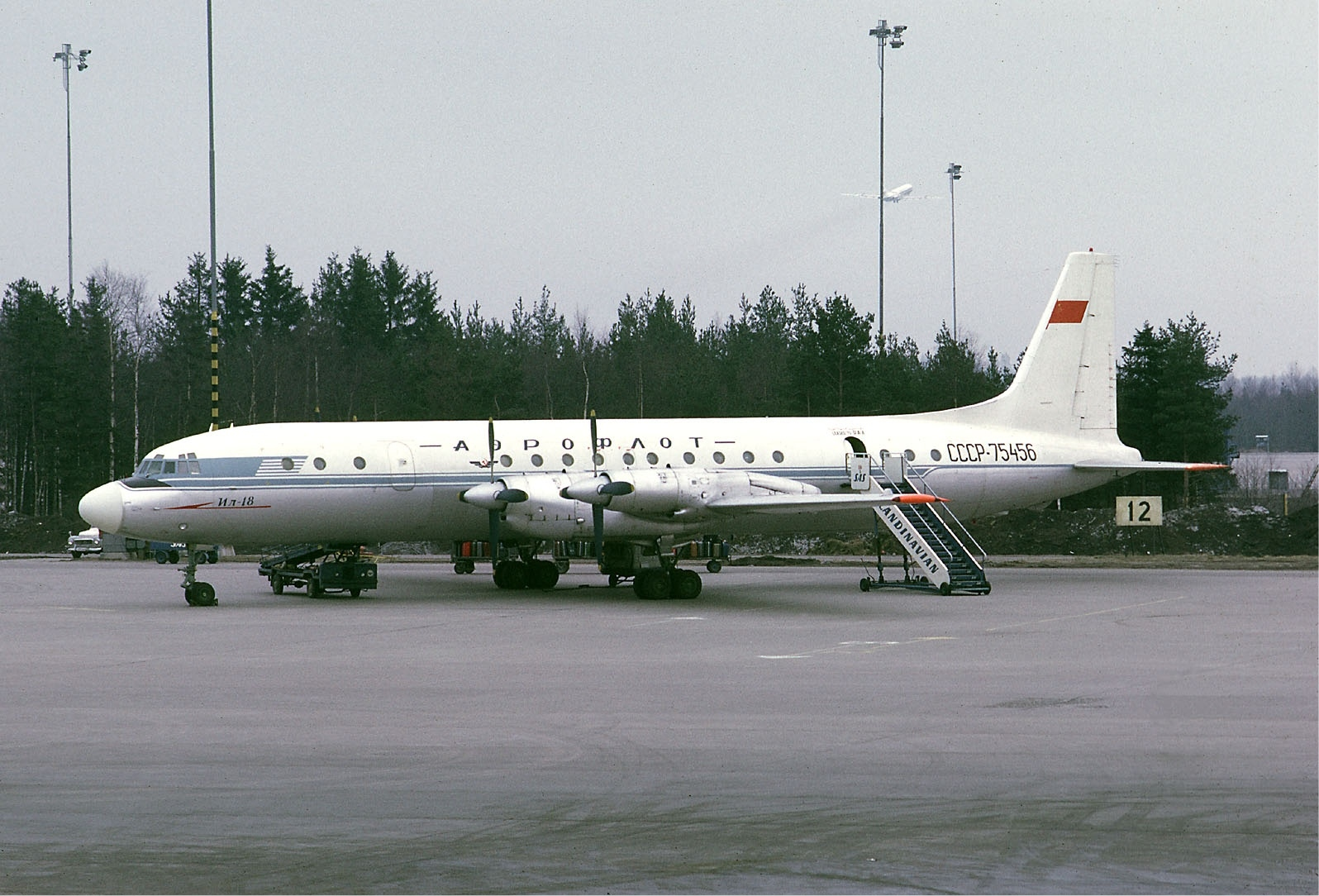
Ил-18 предприятия «Аэрофлот»

Авиационные происшествия и инциденты, включая угоны, произошедшие с воздушными судами Главного управления гражданского воздушного флота при Совете министров СССР («Аэрофлот») в 1960 году.
В этом году крупнейшая катастрофа с воздушными судами предприятия «Аэрофлот» произошла 17 августа в Высше-Дубечанском районе (ныне не существует) Киевской области, когда у самолёта Ил-18Б во время полёта загорелся двигатель, а при выполнении аварийного снижения из-за пожара и взрыва топливных баков разрушилось крыло, после чего авиалайнер врезался в землю, при этом погибли 34 человека (подробнее…).

## Список
Отмечены происшествия и инциденты, когда воздушное судно было восстановлено.
| Дата                  | Место                                                                      | ВС      | Бортовой номер | Управление         | Жертв  | Описание | И      |
| --------------------- | -------------------------------------------------------------------------- | ------- | -------------- | ------------------ | ------ | --- | ------ |
| 15 января 1960 года   | Дидино, 68 км З Кольцова                                                   | Ли-2    | 19405          | Уральская ОАГ      | 1/4    | Отказ двигателя после взлёта из-за вероятного истощения топлива; при возврате в аэропорт вылета из-за падения мощности в другом двигателе потерял высоту и врезался в деревья | [ 1 ]  |
| 19 февраля 1960 года  | Мома                                                                       | Ан-2Т   | 98332          | Якутская ОАГ       | 0/13   | После взлёта потерял управление и врезался в землю из-за нарушения задней центровки                                                                                           | [ 2 ]  |
| 26 февраля 1960 года  | Львов                                                                      | Ан-10А  | 11180          | Украинское         | 32/33  | При заходе на посадку вышел из-под контроля из-за обледенения стабилизатора и врезался в землю (подробнее…)                                                                   | [ 3 ]  |
| 27 апреля 1960 года   | Кольцово, Свердловск                                                       | Ил-18А  | 75648          | Уральская ОАГ      | 32/33  | В учебном полёте при заходе на посадку вышел из-под контроля из-за обледенения стабилизатора и врезался в землю (подробнее…)                                                  | [ 4 ]  |
| 28 апреля 1960 года   | 85 км СВ Уила                                                              | Ae-45S  | 92928          | Казахское          | 5/5    | Вышел из-под контроля из-за дезориентации пилота в СМУ и врезался в землю | [ 5 ]  |
| 5 мая 1960 года       | Аяно-Майский район, Джугджур, близ Энкэна                                  | Ли-2    | 84609          | Дальневосточное    | 5/5    | При полёте в метель из-за обледенения и турбулентности потерял высоту и врезался в гору                                                                                       | [ 6 ]  |
| 17 мая 1960 года      | Кольский залив, Мурманск, Роста                                            | Ми-4    | 04311          | Полярной авиации   | 3/4    | При заходе на посадку на ледокол «Ленин» потерял высоту и врезался в воду | [ 7 ]  |
| 10 июня 1960 года     | Реч, близ Ткварчели, 51 км В Сухуми                                        | Ил-14М  | 04311          | Северо-Кавказское  | 31/31  | Столкновение с горой после отклонения от трассы (подробнее…) | [ 8 ]  |
| 17 июня 1960 года     | Горское, 10 км С Джубги                                                    | Ae-145  | 87674          | Северо-Кавказское  | 4/4    | При пролёте облаков над горами по неустановленным причинам отделилось левое крыло                                                                                             | [ 9 ]  |
| 6 июля 1960 года      | Алданский район, Амгинский хребет (гора Пилотов), 145 км З Алдана          | Ан-2Т   | 98282          | Якутская ОАГ       | 3/4    | При аэрографической съёмке местности врезался в гору | [ 10 ] |
| 10 июля 1960 года     | Томпонский район, 4,5 км Ю «Томпо»                                         | Як-12   | 72705          | Якутская ОАГ       | 1/3    | При воздушном хулиганстве (выполнение «горок» на малой высоте) нетрезвого пилота в самовольном вылете врезался в сопку                                                        | [ 11 ] |
| 20 июля 1960 года     | Вилегодский район, 87 км ЮЗ Сыктывкара (61°20′ с. ш. 49°18′ в. д.)         | Ил-14М  | 61696          | Сыктывкарская ОАГ  | 23/23  | При заходе на посадку разрушился в воздухе после попадания в грозу (подробнее…)                                                                                               | [ 12 ] |
| 21 июля 1960 года     | Минск                                                                      | Ил-12П  | 01405          | Украинское         | 1+7/28 | При взлёте с размокшей грунтовой ВПП не набрал необходимой скорости и после отрыва упал на автобазу (подробнее…)                                                              | [ 13 ] |
| 17 августа 1960 года  | Тарасовичи, Выше-Дубеченский район, 41 км С Жулян, Киевская область        | Ил-18Б  | 75705          | 235-й ОАО          | 34/34  | Пожар двигателя, приведший к взрыву топливных баков и разрушению крыла (подробнее…)                                                                                           | [ 14 ] |
| 21 августа 1960 года  | Союз Советских Социалистических Республик                                  | н.д.    | н.д.           | н.д.               | 1/?    | Попытка угона самолёта двумя захватчиками | [ 15 ] |
| 2 сентября 1960 года  | гора Белая, озеро Порженское, Приозерный район (61°55′ с. ш. 38°10′ в. д.) | Ил-14П  | 04200          | Полярной авиации   | 18/18  | Столкновение с горой после снижения под безопасную высоту | [ 16 ] |
| 26 сентября 1960 года | Брест                                                                      | Ил-14М  | 41866          | Белорусское        | 1/27   | В полёте отказал один двигатель; при вынужденной посадке из-за ошибок в пилотировании выкатился с ВПП и врезался в препятствия                                                | [ 17 ] |
| 6 октября 1960 года   | 55 км СЗ Магдагачей                                                        | Ми-4    | 19184          | Восточно-Сибирское | 3/3    | Столкновение с деревьями после дезориентации экипажа в дыму от лесных пожаров                                                                                                 | [ 18 ] |
| 9 октября 1960 года   | Троицко-Печорский район, берег Нюмылгавожа, ЮЗ Троицко-Печорска            | Ми-1А   | 40477          | Сыктывкарская ОАГ  | 1/1    | По неустановленной причине во время полёта упал в лес | [ 19 ] |
| 14 октября 1960 года  | Кайраккумское водохранилище, Канибадамский район, 20 км З Канибадама       | Ан-2Т   | 98293          | Узбекское          | 2/2    | Из-за ошибок в пилотировании при полёте на малой высоте над водохранилищем врезался в воду                                                                                    | [ 20 ] |
| 14 октября 1960 года  | Ивановка, 2 км ЮЮВ Чернигова                                               | L-200A  | 34402          | Украинское         | 3/3    | В тренировочном полёте из-за ошибок в пилотировании сорвался в штопор и врезался в поле                                                                                       | [ 21 ] |
| 20 октября 1960 года  | Усть-Орда                                                                  | Ту-104А | 42452          | Дальневосточное    | 3/68   | При уходе на второй круг из-за ошибок в пилотировании потерял высоту и врезался в ЛЭП (подробнее…)                                                                            | [ 22 ] |
| 30 октября 1960 года  | 2 км ЮВ Пензы                                                              | Avia 14 | 52025          | Приволжское        | 5/5    | Упал после взлёта из-за отказа двигателей в связи с обледенением (подробнее…)                                                                                                 | [ 23 ] |
| 11 ноября 1960 года   | Зырянка                                                                    | Ли-2    | 84748          | Магаданская ОАГ    | 5/6    | При взлёте в метель с мокрой грунтовой ВПП ударился крылом о полосу, а после взлёта из-за потери управления упал на землю                                                     | [ 24 ] |
| 25 ноября 1960 года   | Дачное, Ленинград, близ Шоссейного                                         | Ил-14ФК | 91610          | Северное           | 9/9    | В тренировочном полёте из-за ошибок экипажа потерял скорость и сорвавшись в пике врезался в землю                                                                             | [ 25 ] |
| 4 декабря 1960 года   | Воскресенский район, близ Чернова                                          | Ил-14М  | 52091          | Сыктывкарская ОАГ  | 14/14  | Пожар правого двигателя во время полёта; при резком выходе на малой высоте из аварийного снижения от перегрузок отделилось правое крыло                                       | [ 26 ] |
| 9 декабря 1960 года   | Новосибирск                                                                | Ил-28У  |                | Восточно-Сибирское | 3/3    | При зондировании атмосферы вышел из-под контроля экипажа и врезался в землю на юго-востоке города                                                                             | [ 27 ] |
| 10 декабря 1960 года  | 45 км Ю Семипалатинска                                                     | Ан-2Т   | 33181          | Казахское          | 12/12  | Потерял управление и упал на землю из-за смещения центровки (несколько пассажиров переместились в туалет в хвосте) (подробнее…)                                               | [ 28 ] |
| 26 декабря 1960 года  | Баратаевка, Ульяновск                                                      | Ил-18А  | 75651          | ШВЛП ГВФ           | 17/17  | При заходе на посадку вышел из-под контроля из-за обледенения стабилизатора и врезался в землю (подробнее…)                                                                   | [ 29 ] |